# بيت حميضة (الرجم)

تعديل مصدري - تعديل

بيت حميضة هي إحدى قرى عزلة بني عواض بمديرية الرجم التابعة لمحافظة المحويت، بلغ تعداد سكانها 102 نسمة حسب تعداد اليمن لعام 2004.